# Schlacht bei Älgarås
Die Schlacht bei Älgarås fand im November 1205 im nördlichen Västergötland auf dem königlichen Anwesen im gleichnamigen Ort in der heutigen schwedischen Gemeinde Töreboda statt. Sie wurde zwischen Anhängern von König Sverker II. und den Söhnen des früheren Königs Knut I. Erikssons ausgetragen und war Teil der Auseinandersetzungen zwischen dem Haus Sverker und dem Haus Erik, die ein halbes Jahrhundert lang um die schwedische Krone kämpften.

## Vorgeschichte
Die vier Brüder Erik Knutsson, Jon, Joar und Knut hatten sich um 1204 mit Sverker II. überworfen und mussten nach Norwegen ausweichen, wo sie die Unterstützung der regierenden Birkebeiner-Partei suchten. Deren Führer Håkon Galen heiratete im Januar 1205 ihre Cousine Kristina und stellte sich hinter ihren Anspruch. Noch im selben Jahr kehrten die Brüder nach Schweden zurück, wobei unklar bleibt, inwieweit sie dabei militärische Unterstützung aus Norwegen hatten.

## Die Schlacht
Im Herbst 1205 hielten sich Knuts Söhne in ihrem Anwesen in Älgarås auf, woraufhin Sverker II. einen Angriff auf den Hof befahl. Im folgenden Kampf sollen drei Brüder getötet worden sein. Lediglich dem Ältesten, Erik, gelang es zu entkommen und erneut nach Norwegen zu fliehen, wo er die nächsten zwei Jahre Zuflucht fand. Laut Johannes Bureus soll Erik bei seiner Flucht die Hilfe eines Fale Bure gehabt haben, der ihn vom Ort der Schlacht wegtrug. Von der modernen Forschung wird diese Episode aber als Fiktion betrachtet.
Das Anwesen wurde nach der Schlacht vollständig niedergebrannt und lässt sich heute nicht mehr lokalisieren. Eine mündliche Überlieferung besagt, es war "2000 Schritte von der Kirche von Älgarås in die Richtung, in der die Sonne im September aufgeht" entfernt.

## Nachwirkung
1207 kehrte Erik zurück und errang nach dem Sieg über Sverker II. in der Schlacht bei Lena die schwedische Krone. Der nach Dänemark vertriebene Sverker II. starb 1210 in der Schlacht bei Gestilren bei dem Versuch, die verlorene Macht zurückzugewinnen.